# Gallia (1913)
Pour les articles homonymes, voir Gallia.
Le Gallia est un bateau à aubes naviguant sur le lac des Quatre-Cantons, en Suisse. Il est exploité par la Schifffahrtsgesellschaft des Vierwaldstättersees en français : « compagnie maritime du lac des Quatre-Cantons ».

## Histoire
En 1912, la Dampfschiffgesellschaft des Vierwaldstättersees (aujourd'hui la Schifffahrtsgesellschaft des Vierwaldstättersees) passe commande du bateau au chantier Escher Wyss à Zurich. Le lancement a lieu le 2 juin 1913. Il s'agit du dernier bateau à vapeur que Escher Wyss ait construit pour le lac des Quatre-Cantons.
En 1920, un plan de travaux proposait de faire passer le navire de deux à trois ponts. Il ne fut jamais appliqué. Entre 1952 et 1953, il fut transformé afin de passer du charbon au pétrole. Des révisions ont été effectuées de 1936 à 1937, en 1945, en 1969 et de 1977 à 1979. À l'occasion d'une rénovation complète de 2001 à 2004, une nouvelle chaudière a été installée.
Le Gallia est le bateau à vapeur lacustre le plus rapide d’Europe avec sa vitesse maximale de 31,44 km/h.

## Utilisation
À la fin de la saison 2009 il avait effectué 1 197 274 km.

## Classement
Le bateau est classé en tant que bien culturel suisse d'importance nationale.

### Sources
- (de) Cet article est partiellement ou en totalité issu de l’article de Wikipédia en allemand intitulé « Gallia (1913) » (voir la liste des auteurs).